# Superliga de Suiza 2022-23
La Superliga de Suiza 2022-23 por motivos de patrocinio Credit Suisse Super League es la 126.ª temporada de la Superliga de Suiza, la máxima categoría del fútbol profesional en Suiza. El torneo comenzó el 16 de julio de 2022 y finalizará el 29 de mayo de 2023. 
El FC Zürich es el campeón defensor tras ganar su decimotercer título de su historia la temporada pasada.

## Formato
Por el aumento de clubes de 10 a 12 a partir de la Superliga 2023-24, esta temporada funcionará como una temporada de transición. Como resultado, ningún equipo descenderá directamente a la Swiss Challenge League 2023-24. Mientras el equipo que finalice en último lugar jugará un desempate de descenso contra el tercer equipo de la Swiss Challenge League 2022-23.
Después de que los equipos suizos obtuvieran 7,75 puntos en los campeonatos europeos en la temporada 2021-22, la Asociación Suiza de Fútbol saltó cinco puestos en el ranking de asociaciones de la UEFA hasta el puesto 14, lo que les otorgó cinco puestos en los campeonatos europeos en la temporada 2023-24. Esto significa que los equipos clasificados en primer y segundo lugar de la temporada 2022-23 participarán en la tercera y segunda rondas de la clasificación de la Liga de Campeones de la UEFA 2023-24, respectivamente, mientras que el tercero y el cuarto entrarán en la segunda ronda de la Conferencia de la UEFA 2023-24. Clasificación de la liga. Además, el campeón de la Copa de Suiza 2022-23 entra en la tercera ronda de clasificación para la UEFA Europa League 2023-24. 
Debido a la Copa Mundial de Fútbol de 2022, que se llevó a cabo en noviembre y diciembre de 2022, la liga tuvo un receso de invierno de dos meses, desde el 13 de noviembre de 2022 hasta el 21 de enero de 2023.

## Ascensos y descensos
En la liga compiten un total de diez equipos: nueve equipos de la temporada anterior volverán a participar en la liga. El FC Lausanne-Sport, que quedó en último lugar, descendió y fue reemplazado por el FC Winterthur, campeón de la Swiss Challenge League 2021-22, y que vuelve a la máxima catégoría tras su última participación en la temporada 1984-85.
| Pos. | Descendido de la Superliga de Suiza 2021-22 |
| ---- | ------------------------------------------- |
| 10.º | Lausana-Sport                               |

| Pos. | Ascendido de la Challenge League 2021-22 |
| ---- | ---------------------------------------- |
| 1.º  | FC Winterthur                            |

## Equipos participantes
| Club          | Ciudad     | Estadio                      | Capacidad |
| ------------- | ---------- | ---------------------------- | --------- |
| Grasshopper   | Zúrich     | Stadion Letzigrund           | 26 100    |
| FC Basilea    | Basilea    | St. Jakob-Park               | 37 994    |
| FC Lucerna    | Lucerna    | Swisspor Arena               | 16 490    |
| FC Lugano     | Lugano     | Stadio Comunale di Cornaredo | 6 390     |
| Servette FC   | Ginebra    | Stade De Geneve              | 30 084    |
| FC Sion       | Sion       | Stade de Tourbillon          | 14 283    |
| FC St. Gallen | San Galo   | Kybunpark                    | 19 456    |
| FC Winterthur | Winterthur | Stadion Schützenwiese        | 9 400     |
| Young Boys    | Berna      | Stadion Wankdorf             | 31 789    |
| FC Zürich     | Zúrich     | Stadion Letzigrund           | 26 104    |

## Tabla de posiciones
| Pos. | Equipo         | Pts. | PJ | G  | E  | P  | GF | GC | Dif. | Clasificación o descenso                    |
| ---- | -------------- | ---- | -- | -- | -- | -- | -- | -- | ---- | ------------------------------------------- |
| 1    | Young Boys (C) | 74   | 36 | 21 | 11 | 4  | 82 | 30 | +52  | Tercera ronda de la Liga de Campeones       |
| 2    | Servette       | 58   | 36 | 14 | 16 | 6  | 53 | 48 | +5   | Segunda ronda de la Liga de Campeones       |
| 3    | Lugano         | 57   | 36 | 15 | 12 | 9  | 59 | 47 | +12  | Segunda ronda de la Liga Europa Conferencia |
| 4    | Lucerna        | 50   | 36 | 13 | 11 | 12 | 56 | 52 | +4   | Segunda ronda de la Liga Europa Conferencia |
| 5    | Basilea        | 47   | 36 | 11 | 14 | 11 | 51 | 50 | +1   |                                             |
| 6    | St. Gallen     | 45   | 36 | 11 | 12 | 13 | 66 | 52 | +14  |                                             |
| 7    | Grasshopper    | 44   | 36 | 12 | 8  | 16 | 56 | 64 | −8   |                                             |
| 8    | Zürich         | 44   | 36 | 10 | 14 | 12 | 41 | 55 | −14  |                                             |
| 9    | Winterthur     | 32   | 36 | 8  | 8  | 20 | 32 | 66 | −34  |                                             |
| 10   | Sion           | 31   | 36 | 7  | 10 | 19 | 41 | 73 | −32  | Clasifica a Play-off Ascenso-Descenso       |

Actualizado a los partidos jugados el 29 de mayo de 2023.
 Fuente: Swiss Super League
Criterios de clasificación: 1) Puntos; 2) diferencia de goles; 3) goles marcados; 4) Head-to-head goal difference; 5) Away goals scored; 6) Sorteo.

## Resultados
| Local \ Visitante | BAS | GCZ | LUG | LUZ | SER | SIO | STG | WIN | YB  | ZÜR |
| ----------------- | --- | --- | --- | --- | --- | --- | --- | --- | --- | --- |
| Basilea           | —   | 5–1 | 0–2 | 2–3 | 1–1 | 0–0 | 3–2 | 3–1 | 0–0 | 0–0 |
| Grasshopper       | 1–0 | —   | 2–1 | 1–3 | 2–3 | 4–4 | 3–2 | 3–0 | 1–2 | 1–1 |
| Lugano            | 1–0 | 1–1 | —   | 1–2 | 1–0 | 2–3 | 2–3 | 3–1 | 1–4 | 2–0 |
| Lucerna           | 0–2 | 1–1 | 3–1 | —   | 0–2 | 2–0 | 3–3 | 1–1 | 1–2 | 2–2 |
| Servette          | 0–0 | 3–1 | 2–2 | 1–1 | —   | 2–2 | 1–0 | 1–0 | 0–0 | 3–2 |
| Sion              | 2–1 | 2–2 | 2–3 | 2–0 | 0–0 | —   | 2–7 | 1–3 | 0–3 | 0–1 |
| St. Gallen        | 1–1 | 2–1 | 1–1 | 4–1 | 1–1 | 1–2 | —   | 2–0 | 2–1 | 2–0 |
| Winterthur        | 1–1 | 1–0 | 1–4 | 0–6 | 1–2 | 1–0 | 1–0 | —   | 1–5 | 1–1 |
| Young Boys        | 3–1 | 1–1 | 3–0 | 3–0 | 3–0 | 1–1 | 2–1 | 5–1 | —   | 4–0 |
| Zürich            | 2–4 | 1–4 | 1–2 | 0–0 | 4–1 | 0–3 | 1–0 | 0–0 | 0–0 | —   |

| Local \ Visitante | BAS | GCZ | LUG | LUZ | SER | SIO | STG | WIN | YB  | ZÜR |
| ----------------- | --- | --- | --- | --- | --- | --- | --- | --- | --- | --- |
| Basilea           | —   | 3–1 | 1–1 | 0–2 | 2–2 | 3–1 | 1–1 | 2–0 | 1–1 | 0–2 |
| Grasshopper       | 1–0 | —   | 2–1 | 2–0 | 2–3 | 1–3 | 2–2 | 2–1 | 4–1 | 1–2 |
| Lugano            | 2–2 | 5–1 | —   | 1–1 | 1–1 | 2–0 | 1–1 | 2–1 | 2–0 | 2–0 |
| Lucerna           | 0–1 | 1–0 | 2–2 | —   | 0–1 | 1–2 | 1–1 | 3–1 | 1–1 | 4–1 |
| Servette          | 3–3 | 2–1 | 0–0 | 0–3 | —   | 5–0 | 1–1 | 1–1 | 2–1 | 4–0 |
| Sion              | 1–2 | 1–2 | 1–1 | 1–2 | 2–2 | —   | 0–4 | 0–1 | 0–2 | 0–1 |
| St. Gallen        | 6–1 | 1–1 | 1–2 | 2–2 | 3–0 | 4–0 | —   | 2–3 | 0–2 | 2–2 |
| Winterthur        | 1–4 | 1–2 | 1–0 | 1–2 | 0–1 | 1–1 | 1–0 | —   | 1–1 | 0–2 |
| Young Boys        | 3–0 | 2–0 | 1–1 | 5–1 | 6–1 | 4–0 | 5–1 | 2–1 | —   | 1–1 |
| Zürich            | 1–1 | 2–1 | 2–3 | 2–1 | 1–1 | 2–2 | 1–0 | 1–1 | 2–2 | —   |

## Play-offs Ascenso-descenso
El desempate de descenso se jugará a dos partidos entre el último equipo de la Superliga y el tercer equipo de la Challenge League. Los juegos se llevarán a cabo en la semana siguiente a la última jornada (29 de mayo de 2023).

#### Ida
| 3 de junio de 2023 | FC Sion | 0–2 | FC Lausanne-Ouchy       | Stade Tourbillon, Sion,                                 |                                                         |
|                    |         |     | - 26' Mulaj - 57' Bamba | Asistencia: 9,050 espectadores Árbitro(s): Luca Cibelli | Asistencia: 9,050 espectadores Árbitro(s): Luca Cibelli |

#### Vuelta
| 6 de junio de 2023 | FC Lausanne-Ouchy                       | 4–2 | FC Sion                     | Stade Olympique de la Pontaise, Lausanne,                |                                                          |
|                    | - Mulaj 6', 89' - Ajdini 34' - Okou 81' |     | - 23' Zuffi - 39' (p) Grgic | Asistencia: 10,754 espectadores Árbitro(s): Urs Schnyder | Asistencia: 10,754 espectadores Árbitro(s): Urs Schnyder |

FC Stade Lausanne-Ouchy ganó 6-2 en el global y asciende a la Superliga, mientras que FC Sion descendió a la Swiss Challenge League.

## Goleadores
- Actualización final el 29 de mayo de 2023
| Rank | Jugador             | Club           | Goles |
| ---- | ------------------- | -------------- | ----- |
| 1    | Jean-Pierre Nsame   | BSC Young Boys | 21    |
| 2    | Cedric Itten        | BSC Young Boys | 19    |
| 3    | Žan Celar           | FC Lugano      | 16    |
| 4    | Emmanuel Latte Lath | FC St. Gallen  | 14    |
| 5    | Zeki Amdouni        | FC Basilea     | 12    |
| 5    | Tosin Aiyegun       | FC Zürich      | 12    |
| 5    | Chris Bedia         | Servette FC    | 12    |
| 8    | Andi Zeqiri         | FC Basilea     | 11    |
| 8    | Jérémy Guillemenot  | FC St. Gallen  | 11    |
| 8    | Max Meyer           | FC Lucerna     | 11    |

## Challenge League

### Estadios y localización
| Club                    | Ciudad            | Estadio                        | Capacidad |
| ----------------------- | ----------------- | ------------------------------ | --------- |
| FC Aarau                | Aarau             | Stadion Brügglifeld            | 8,000     |
| AC Bellinzona           | Bellinzona        | Stadio Comunale Bellinzona     | 5,000     |
| FC Stade Lausanne-Ouchy | Lausanne          | Stade Olympique de la Pontaise | 15,850    |
| FC Lausanne-Sport       | Lausanne          | Stade de la Tuilière           | 12,544    |
| Neuchâtel Xamax FCS     | Neuchâtel         | Stade de la Maladière          | 11,997    |
| FC Schaffhausen         | Schaffhausen      | Wefox Arena Schaffhausen       | 8,200     |
| FC Thun                 | Thun              | Stockhorn Arena                | 10,014    |
| FC Vaduz                | Vaduz             | Rheinpark Stadion              | 7,584     |
| FC Wil 1900             | Wil               | Stadion Bergholz               | 6,958     |
| Yverdon-Sport FC        | Yverdon-les-Bains | Stade Municipal Yverdon        | 6,600     |

### Tabla de posiciones
| Pos. | Equipo         | Pts. | PJ | G  | E  | P  | GF | GC | Dif. | Ascenso o clasificación                     |
| ---- | -------------- | ---- | -- | -- | -- | -- | -- | -- | ---- | ------------------------------------------- |
| 1    | Yverdon (C)    | 66   | 36 | 20 | 6  | 10 | 64 | 53 | +11  | Ascenso a Superliga de Suiza 2023-24        |
| 2    | Lausanne       | 61   | 36 | 17 | 10 | 9  | 58 | 43 | +15  | Ascenso a Superliga de Suiza 2023-24        |
| 3    | Lausanne-Ouchy | 60   | 36 | 17 | 9  | 10 | 70 | 53 | +17  | Play-offs Ascenso-descenso                  |
| 4    | Aarau          | 57   | 36 | 15 | 12 | 9  | 63 | 57 | +6   |                                             |
| 5    | Wil            | 56   | 36 | 16 | 8  | 12 | 62 | 52 | +10  |                                             |
| 6    | Thun           | 49   | 36 | 12 | 13 | 11 | 62 | 55 | +7   |                                             |
| 7    | Schaffhausen   | 44   | 36 | 12 | 8  | 16 | 51 | 59 | −8   |                                             |
| 8    | Vaduz          | 37   | 36 | 7  | 16 | 13 | 54 | 56 | −2   | Clasifica a Europa Conference League        |
| 9    | Bellinzona     | 37   | 36 | 11 | 4  | 21 | 38 | 71 | −33  |                                             |
| 10   | Xamax          | 24   | 36 | 4  | 12 | 20 | 42 | 65 | −23  | Play-offs descenso a Swiss Promotion League |

 Fuente: Swiss Challenge League
Criterios de clasificación: 1) Puntos; 2) Diferencia de goles; 3) Goles marcados; 4) Diferencia de goles en cabeza a cabeza; 5) Goles de visitante marcados; 6) Sorteo.
Notas:
1. ↑  Lausanne-Ouchy se le descontaron 3 puntos el 1 de noviembre de 2022 debido a infracciones de licencia.[5] Esta decisión fue revocada tras la apelación del equipo el 22 de noviembre de 2022.[6]
2. ↑  FC Vaduz clasifica a la Europa Conference League como vencedor de la Copa de Liechtenstein 2022-23.